# Reform- und Öffnungspolitik

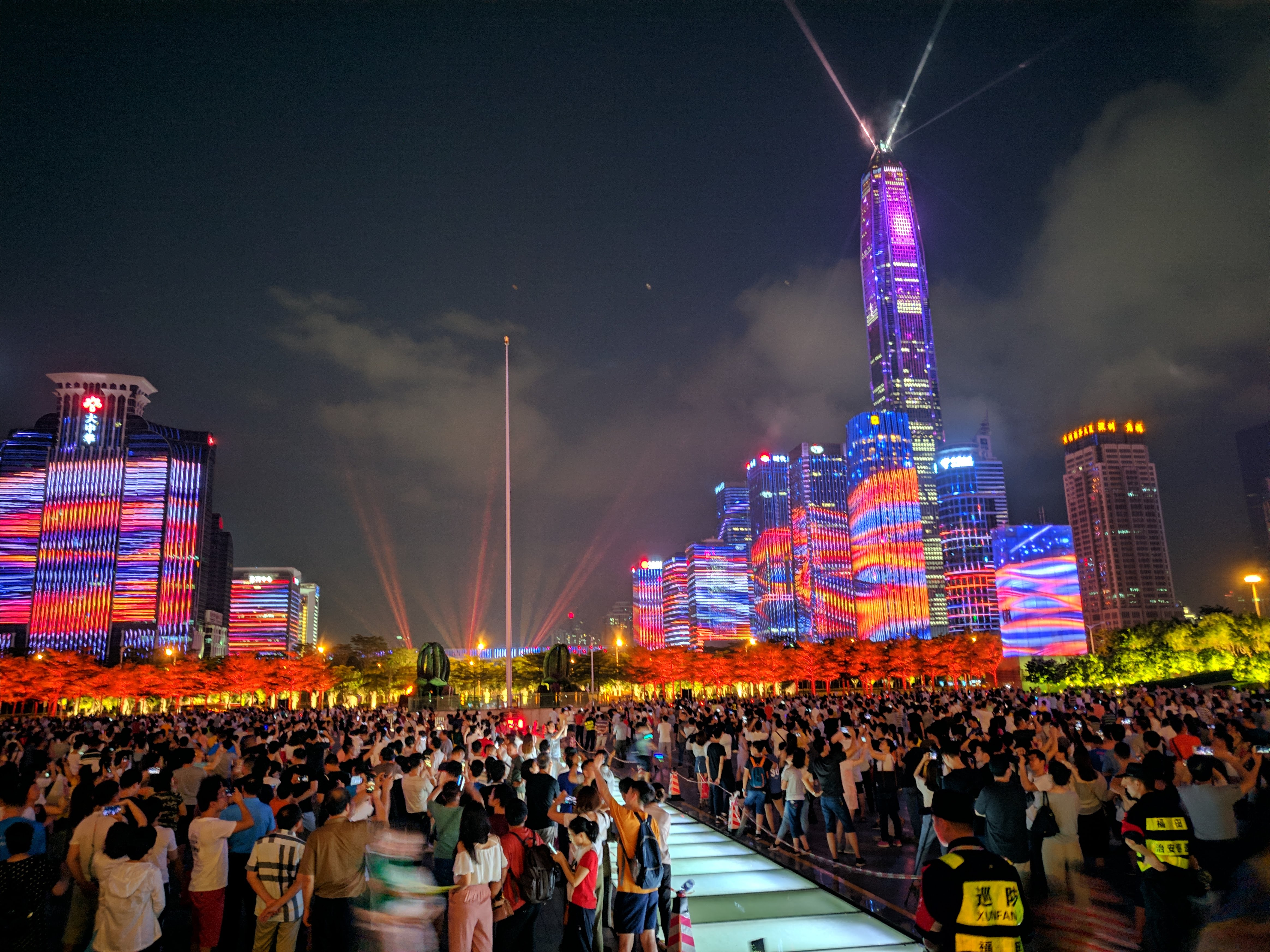
Shenzhen, eine der ersten Sonderwirtschaftszonen Chinas, wird oft als „Silicon Valley of China“ bezeichnet. Nach der „Reform und Öffnung“ wurden hier viele High-Tech-Unternehmen wie Huawei und ZTE gegründet.

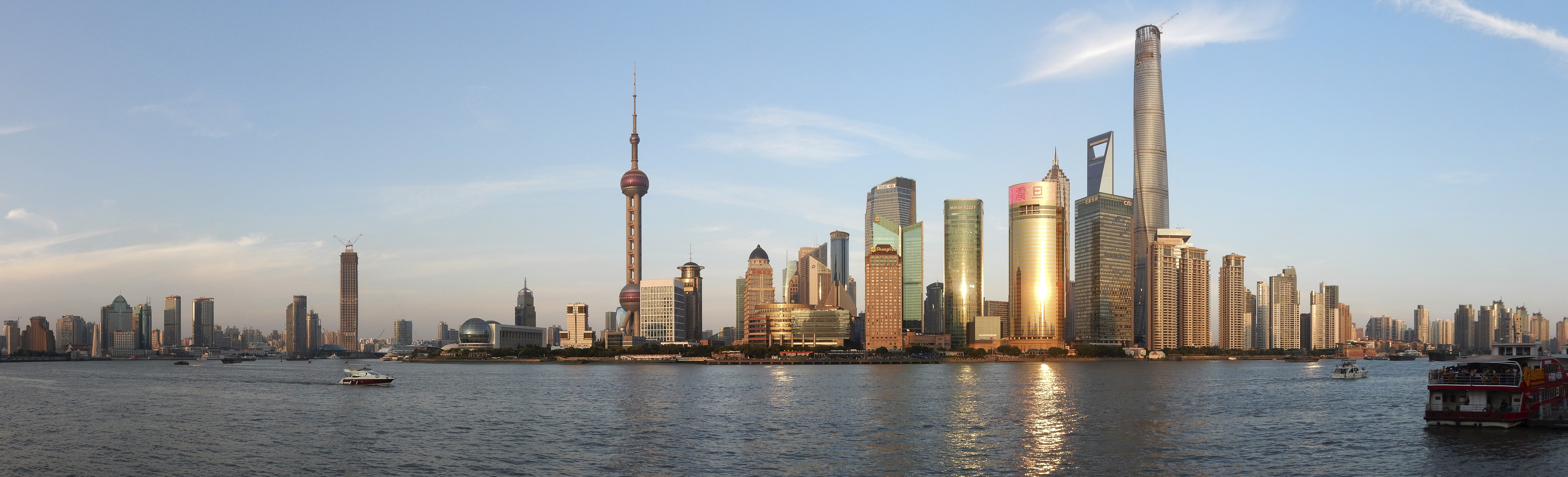
Der Bezirk Pudong in Schanghai, eines der Symbole für Chinas Reform und Öffnung.

Reform- und Öffnungspolitik (chinesisch 改革開放 / 改革开放, Pinyin gǎigékāifàng) ist das politische Schlagwort, mit dem die wirtschaftlichen Reformen unter Deng Xiaoping und die Öffnungspolitik der Volksrepublik China gegenüber der Welt und insbesondere dem Westen bezeichnet werden. Offiziell begann diese Phase chinesischer Politik im Jahr 1978 mit den Vier Modernisierungen. Ein Ende dieser Phase wurde noch nicht verkündet.
Nach der Kulturrevolution unter Mao Zedong startete der „Überragende Führer“ Deng Xiaoping das Programm Boluan Fanzheng, das die Grundlage für „Reform und Öffnung“ bildete. Im Dezember 1978 wurde Deng der neue oberste Führer Chinas und startete die Reform und Öffnung. In den 1980er Jahren gab es eine Reihe politischer Reformen, die von Deng Xiaoping, Zhao Ziyang und anderen durchgeführt wurden. Die Reformen endeten jedoch 1989 aufgrund des blutigen Massakers an zivilen Demonstranten auf dem Platz des Himmlischen Friedens. Nach diesem Tiananmen-Massaker 1989 stagnierten neben den politischen Reformen auch die Wirtschaftsreformen, wurden jedoch nach Deng Xiaopings Südtour im Jahr 1992 wieder aufgenommen. Im Jahr 2001 trat China der Welthandelsorganisation (WTO) bei. 2010 überholte China Japan und wurde die zweitgrößte Volkswirtschaft der Welt.
Nach Angaben der Weltbank stieg das reale Bruttoinlandsprodukt (BIP) Chinas zwischen 1978 und 2014 um das 48fache, die Arbeitsproduktivität je Erwerbstätiger erhöhte sich von 1980 bis 2012 um das Neunfache, und der Exportanteil im Verhältnis zum BIP stieg von 4,5 % im Jahre 1978 auf 22 % im Jahre 2014. Andererseits gehörten Korruption und zunehmende wirtschaftliche Ungleichheit zu den ernsten Problemen. Die Manipulation von Wirtschaftsdaten durch die chinesische Regierung, wie die Meldung überhöhter BIP-Zahlen und anderer gefälschter Zahlen, ist ebenfalls ein wichtiges Anliegen.

## Wirtschaft Chinas vor der Reform

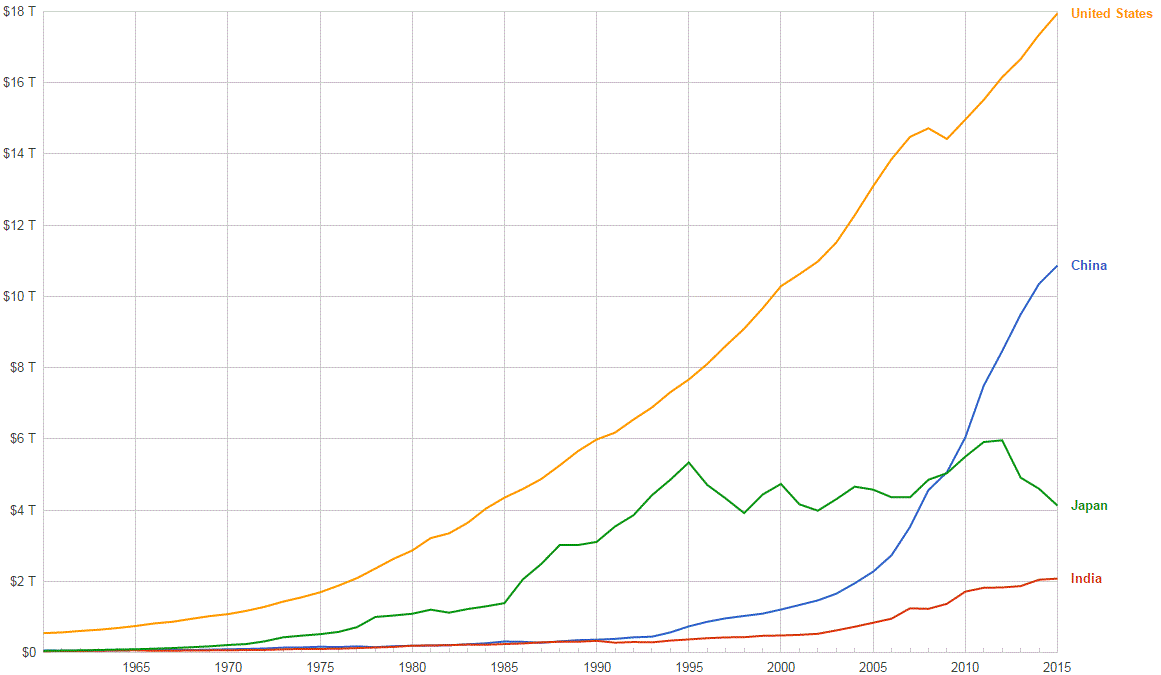
Entwicklung des Bruttoinlandsprodukts (Nominalwert) von 1952 bis 2015 in den USA, China, Japan und Indien

Bis zum Beginn des 19. Jahrhunderts gehörte das Wirtschaftssystem des Kaiserreiches China im weltweiten Vergleich zu den größten und am weitesten entwickelten. Der im 18. Jahrhundert lebende Denker Adam Smith bezeichnete in seinem Hauptwerk Der Wohlstand der Nationen China als eines der seit langem reichsten, fruchtbarsten, kultiviertesten und am meisten verstädterten Länder der Welt. Der Erste Opiumkrieg (1839–1842) stellt einen Wendepunkt in der Geschichte Chinas dar und führte schließlich zum Untergang der Qing-Dynastie, die von 1644 bis 1911 an der Macht war. In den 1930er Jahren wurde unter der Herrschaft der Kuomintang ein moderner Industriesektor entwickelt, der zu einem bescheidenen, jedoch bedeutsamen Wirtschaftswachstum führte. Vor dem Zusammenbruch des internationalen Handelsaustausches infolge der Weltwirtschaftskrise erlangte China einen Anteil am Welthandel und ein Ausmaß an Öffnung, das erst wieder nach 60 Jahren erreicht wurde. Zudem erlitt die Wirtschaft Chinas starke Erschütterungen durch den Krieg gegen Japan und den Bürgerkrieg (1927–1949).
1950, kurz nach dem Machtantritt von Mao Zedong, gehörte China zu den ärmsten Ländern der Welt. Etwa 90 % der Bevölkerung wohnten auf dem Land, und dementsprechend war die Landwirtschaft als Wirtschaftssektor vorherrschend. Nach sowjetischem Vorbild errichtete Mao eine Planwirtschaft und ließ zur Verbesserung der Infrastruktur Elektrizitätswerke und Bewässerungsanlagen einrichten, trotzdem stagnierte die Wirtschaft.  Ab 1958 führte Mao den Großen Sprung nach vorn durch. Diese mehrjährige Kampagne, die 1961 wegen Misserfolgs schließlich abgebrochen wurde, führte zu einer riesigen Hungersnot mit mindestens 15, wenn nicht gar über 45 Millionen Todesopfern und schwächte die Wirtschaft noch weiter. Zu dieser Zeit war China im weltweiten Außenhandel isoliert und hatte praktisch nur mit der Sowjetunion, Nordkorea oder Nordvietnam wirtschaftliche Beziehungen. 1978, zu Beginn der wirtschaftlichen Reformen, zählte China fast eine Milliarde Einwohner, belegte jedoch im Außenhandel weltweit den 32. Platz und produzierte nur 1 % des Welthandels. Im Vergleich zu anderen Ländern Ostasiens wie Japan, Südkorea und der Republik China auf Taiwan befand sich China damals in wirtschaftlichem Rückstand. Nach dem Tode Maos 1976 entschloss sich die Kommunistische Partei Chinas deshalb zur Liberalisierung der Wirtschaft, um ihre Macht zu erhalten.

## Etappen der Reformen

### 1978 bis 1984
Nach der Absetzung der Viererbande und dem Machtantritt von Deng Xiaoping begann dieser 1978 mit der Umsetzung der von Zhou Enlai im Jahre 1963 als Ziele festgelegten „Vier Modernisierungen“ und konzentrierte sich zunächst auf Reformen in der Landwirtschaft. Er führte das Haushalts-Verantwortungssystem ein (chinesisch 家庭聯產承包責任制 / 家庭联产承包责任制, Pinyin Jiātíng liánchǎn chéngbāo zérènzhì). Dabei wurde das Land der Volkskommunen in private Parzellen aufgeteilt, und lokal zuständige Personen waren nun für Gewinne und Verluste der ihnen unterstellten Betriebe verantwortlich, wobei das System der Eisernen Reisschüssel erhalten blieb. Diese Änderung hatte einen bedeutenden Anstieg des Lebensstandards für große Teile der Bevölkerung zur Folge.
Erstmals seit der Kuomintang-Ära wurde das Land für ausländische Direktinvestitionen geöffnet. Zu diesem Zweck errichtete Deng Sonderwirtschaftszonen in Shenzhen, Zhuhai, Shantou und Xiamen. Diese Regionen erwiesen sich als Wachstumsmotoren für die nationale Wirtschaft. Am 31. Januar 1979 wurde das Industriegebiet Shekou (蛇口工业区) in Shenzhen gegründet, das als erstes Versuchsgebiet in China „geöffnet“ wurde. Unter der Führung von Yuan Geng (袁庚) wurde nach und nach das „Shekou-Modell“ der Entwicklung gebildet, das in seinem berühmten Slogan „Zeit ist Geld, Effizienz ist Leben (时间就是金钱, 效率就是生命)“ verkörpert ist, der sich dann in anderen Teilen Chinas weit verbreitete. Im Januar 1984 unternahm Deng Xiaoping seine erste Inspektionstour nach Shenzhen und Zhuhai und lobte die „Shenzhen Speed“ sowie den Erfolg der Sonderwirtschaftszonen.

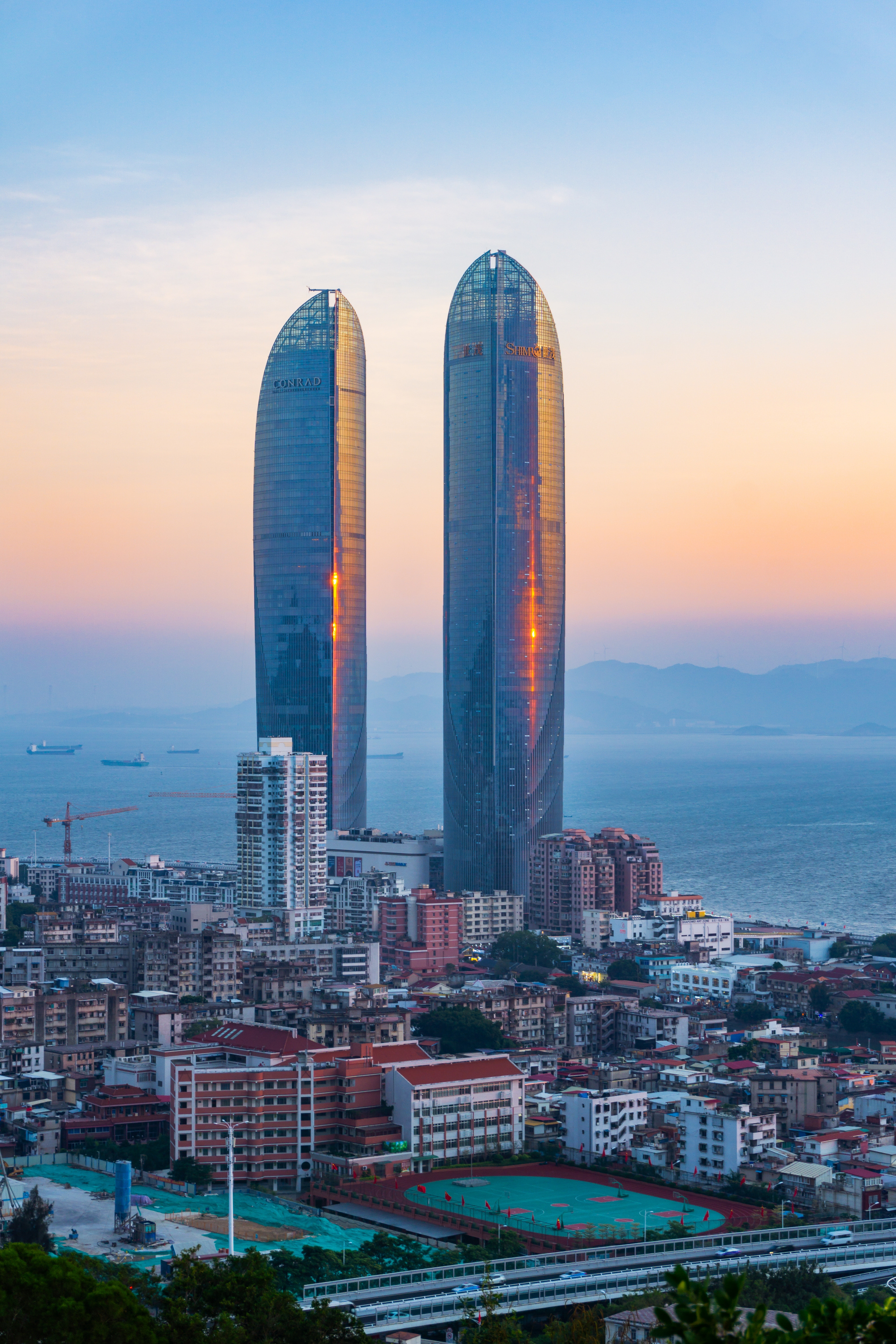
Xiamen, eine der ersten Sonderwirtschaftszonen Chinas

### 1984 bis 1993

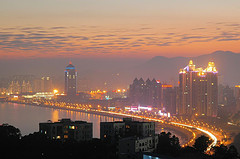
Zhuhai, eine der ersten Sonderwirtschaftszonen Chinas

In diesem Zeitraum erweiterte Deng Xiaoping den Wirkungskreis der anfänglichen Reformen. Kontrollmechanismen zur Überwachung privater Betriebe und behördliche Eingriffe wurden weiter abgebaut, und einige unrentabel gewordene Staatsbetriebe wurden privatisiert. Die staatliche Kontrolle wurde dezentralisiert, so dass Provinzbehörden Wege zum Wirtschaftssektor erproben und den staatlichen Sektor privatisieren konnten. Gemeinde- und Dorfunternehmen (Township and Village Enterprises, chinesisch 鄉鎮企業 / 乡镇企业, Pinyin Xiāngzhèn qǐyè), die unter der Aufsicht von Lokalbehörden standen, im Endeffekt jedoch privat betrieben werden, errangen auf Kosten des staatlichen Sektors einen bedeutenden Marktanteil.
Konservative Oppositionelle unter der Führung von Chen Yun verhinderten zahlreiche größere Reformen, die den Interessen der Vertreter der staatlichen Bürokratie entgegenstanden. Korruption und zunehmende Inflation förderten die allgemeine Unzufriedenheit. Auf das Tian’anmen-Massaker von 1989 folgte eine konservative Gegenbewegung, die einige wichtige Reformer aus dem Amt drängte und viele von Dengs Reformen rückgängig zu machen drohte. Deng hielt jedoch am Reformprogramm fest und eröffnete 1990 die Börse Shanghai, die 40 Jahre zuvor von Mao geschlossen worden war. 1990 wurde auch die Shenzhen Stock Exchange eröffnet. Anfang 1992 machte Deng Xiaoping seine „Südtour“ und nahm die Umsetzung von Reform und Öffnung wieder auf. Viele Reformisten wie Zhu Rongji wurden später befördert.

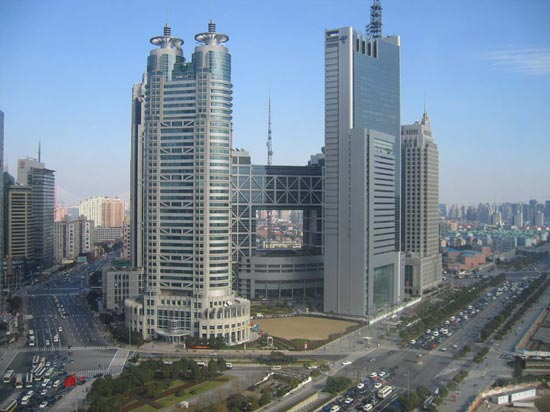
Shanghai Stock Exchange (Center).

In diesem Zeitraum verzeichnete die Wirtschaft zwar ein bedeutendes Wachstum, wurde aber andererseits durch hohe Verluste im staatlichen Sektor behindert. Nachdem es 1985, 1988 und 1992 zu Problemen mit der Inflation gekommen war, nahm das Tempo der Privatisierungen nach 1992 zu. Die chinesische Regierung erkannte die Privatwirtschaft 1988 zunächst als „Ergänzung“ und 1999 dann als „wichtige Ergänzung“ der Sozialistischen Marktwirtschaft an.

### 1993 bis 2005
In den 1990er Jahren zwang Deng zahlreiche konservative Oppositionelle wie Chen Yun zum Rücktritt, so dass radikale Reformen durchgeführt werden konnten. Auch nach Dengs Tod im Jahre 1997 wurden die Neuerungen unter seinen handverlesenen Nachfolgern Jiang Zemin und Zhu Rongji, beide überzeugte Vertreter des Reformgedankens, fortgesetzt. 1997 und 1998 wurden bei zahlreichen Privatisierungen fast sämtliche Staatsbetriebe liquidiert und ihre Vermögenswerte an private Investoren veräußert. Zwischen 2001 und 2004 sank die Anzahl staatseigener Unternehmen um 48 %. Gleichzeitig kam es zu einem Abbau von Tarifen und Handelsbarrieren, das Bankensystem wurde neu gestaltet, ein großer Teil des sozialen Versorgungssystems aus der Mao-Ära wurde abgeschafft, die Volksbefreiungsarmee musste zahlreiche unrentable Militärbetriebe abstoßen, die Inflation wurde reduziert, und China trat nach 15-jährigen Verhandlungen im November 2001 der Welthandelsorganisation bei. Diese Entwicklungen führten besonders bei entlassenen Arbeitern von privatisierten Staatsunternehmen zu Unzufriedenheit.
2005 überschritt der Privatsektor erstmals die 70 %-Marke des BIP und stieg auch nachher weiter an. Im selben Jahr übertraf zudem China erstmals Japan als größte Wirtschaftsmacht Asiens. Einige staatliche Monopole, vor allem im Erdöl- und Bankbereich, blieben indessen erhalten.

### 2005 bis heute
Die Hu-Wen-Administration, die vierte Führungsgeneration Chinas, machte ab 2005 einige von Dengs Reformen rückgängig. Staatliche Subventionen und die Kontrolle über die Gesundheitsvorsorge wurden verstärkt, Privatisierungen wurden eingestellt und die Geldpolitik gelockert. Dies führte ähnlich wie in den USA zu einer Immobilienblase, so dass sich die Grundstückspreise verdreifachten. Die neu eingesetzte Verwaltung privilegierte bei staatlichen Investitionen den öffentlichen Sektor, und einheimische Großfirmen konnten nun mit ausländischen Konkurrenten in Wettbewerb treten.